# هرن لیک (مینه‌سوتا)
هرن لیک، مینه‌سوتا (به انگلیسی: Heron Lake, Minnesota) یک شهر در ایالات متحده آمریکا است که در شهرستان جکسون واقع شده‌است.

## خصوصیات
هرن لیک ۳٫۳۲ کیلومترمربع مساحت و ۶۹۸ نفر جمعیت دارد و ۴۳۳ متر بالاتر از سطح دریا واقع شده‌است.